# Хронологија ФНРЈ и КПЈ март 1946.
Хронолошки преглед важнијих догађаја везаних за друштвено-политичка дешавања у Демократској Федеративној Југославији (ДФЈ) и деловање Комунистичке партије Југославије (КПЈ), као и општа политичка, друштвена, спортска и културна дешавања која су се догодила у току марта месеца 1946. године.
| ← фебруар · Хронологија ФНРЈ и КПЈ током 1946. године · април → |

### 3. март
- Грађани Ријеке се на изборима, на којима је гласало 94,9% гласача, изјаснили за прикључење њиховог града Југославији. Одлуком Париске мировне конференције, која је ступила на снагу фебрура 1947. Ријека, као и цела Истра, ушле су у састав НР Хрватске.[1]
- Председник Владе ФНРЈ Јосип Броз Тито издао наредбу да се из заробљеничких логора пусте сва лица југословенских народности — која су заробљена као припадници непријатељских војних формација, а против којих се није водио кривични поступак.[1][2]

### 8. март
- Народно собрање Македоније донело Закон о имену Народне Републике Македоније којим је Демократска Федерална Македонија променила назив у Народна Република Македонија, Народно собрање Македоније у Собрање НР Македоније, Председништво Народног собрања Македоније у Президијум Собрања НР Македоније и Народна влада Македоније у Влада НР Македоније.[1]

### 12. март
- У околини Вишеграда, оперативци Одељења за заштиту народа (ОЗНА), предвођени Светоликом Лазаревићем Лазом и Милованом Батом Пејановићем, прерушени у четнике и уз помоћ Николе Калабића (који је ухапшен децембра 1945), успели да пронађу и ухапсе Драгољуба Дражу Михаиловића, бившег армијског генерала Југословнске војске, министра војске у избегличкој влади и начелника штаба Врховне команде Југословенске војске у отаџбини. Вест о хапшењу Михаиловића остала је у тајности све до 24. марта, када је на заседању Народне скупштине ФНРЈ, министар унутрашњих послова ФНРЈ Александар Ранковић објавио ову тада сензационалну вест.
- Председник Владе ФНРЈ маршал Јосип Броз Тито отпутовао у службену посету Републици Пољској, у којој је боравио од 14. до 19. марта. Током посете, сусрео са председником Владе народног јединства Пољске Едвардом Осупка-Моравским, као и потпредседницима — Владиславом Гомулком и маршалом Михалом Жимјерским. На крају посете, 18. марта Тито је са пољским руководством потписао Уговор о пријатељству и узајамној помоћи између ФНРЈ и Пољске, који је раскинут 1948, након доношења Резолуције Информбироа.[3][2]

### 14. март
- У Скопљу, због неслагања са југословенским руководством око питања економско-политичке независности Македоније, Методије Андонов Ченто поднео оставку на место председника Председништва Народног собрања Македоније. На овој функцији, привремено га је заменио Дмитар Влахов, потпредседник Председништва Народног собрања, а 17. јуна за председника Председништва изабран је Благоја Фотев.

### 18. март
- У Београду, 18. и 19. марта, одржан Први конгрес шпанских добровољаца, који су се у току Шпанског грађанског рата, од 1936. до 1939, борили на страни Шпанске републиканске армије. Поред шпанских добровољаца из Југославије, Конгресу су присуствовале и делегације шпанских добровољаца из Пољске, Чехословачке, Мађарске, Бугарске, Албаније, Румуније и Аустрије. Неколико месеци касније, у Београду је основано Удружење југословенских добровољаца шпанске републиканске војске 1936-1939.[3]

### 20. март
- Председник Владе ФНРЈ маршал Јосип Броз Тито, од 20. до 24. марта, боравио у службеној посети Чехословачкој Републици. Током посете сусрео са са највишим чехословачким званичницима — председником Републике Едвардом Бенешом, председником Владе др Здењеком Фирлингером, председником Привремене народне скупштине Јозефом Давидом и генералом Лудвиком Свободом. Поред Прага и Братиславе, посетио је и фабрику „Шкода” у Млада Болеславу. Од стране председника Чехословачке, 22. марта одликован је највишим чехословачким одликовањем Орден белог лава првог реда.[2][4]

### 27. март
- Централно веће Народне омладине Југославије објавило Проглас у коме је позвало омладину Југославије на изградњу пруге Брчко-Бановићи. Припреме за изградњу пруге отпочеле су 1. априла, а изградња 1. маја. У изградњи пруге, дуге 92 километра, учествовало је преко 62.000 омладинаца и омладинки, свечано је отворио Јосип Броз Тито 7. новембра исте године.[3]